# 卡尼奥拉边区
卡尼奥拉边区（或藩侯国）是中世纪盛期神圣罗马帝国东南部的一个政治体，也是卡尼奥拉公国的前身。它大致相当于如今斯洛文尼亚的中克拉尼斯卡地区。在创建之初，该边区主要用于防御匈牙利和克罗地亚王国。